# Los Hoyos (Sonora)
Los Hoyos es un pueblo del municipio de Cumpas ubicado en el centro-este del estado mexicano de Sonora, en la zona de la Sierra Madre Occidental. El pueblo es la segunda localidad más habitada del municipio, sólo después de la villa de Cumpas, la cual es la cabecera municipal. Según los datos del Censo de Población y Vivienda realizado en 2020 por el Instituto Nacional de Estadística y Geografía (INEGI), Los Hoyos tiene un total de 1072 habitantes. Se encuentra sobre la carretera federal 17, que va desde Moctezuma a Agua Prieta, específicamente en el tramo Cumpas—Nacozari de García.

## Geografía
Los Hoyos se sitúa en las coordenadas geográficas 30°07'44" de latitud norte y 109°46'35" de longitud oeste del meridiano de Greenwich, a una elevación de 813 metros sobre el nivel del mar.